# Società italiana di radiologia medica
La Società italiana di Radiologia Medica e Interventistica (SIRM) è la società dei Medici Radiologi e conta, al 2022, più di 12.000 soci, rappresentando una delle principali società scientifiche italiane, accreditata presso il Ministero della Salute. È articolata in 20 Sezioni di Studio e 18 Gruppi Regionali.
L’attuale Presidente è il Dr. Vittorio Miele, Direttore del Dipartimento dei Servizi dell'Azienda Ospedaliero Universitaria Careggi di Firenze.

## Storia
Fondata nel 1913, il suo scopo è la ricerca scientifica, l'aggiornamento culturale e la formazione allo studio dell'imaging biomedico, nei suoi aspetti fisici, biologici, diagnostici, radioprotezionistici e informatici ed inoltre delle possibilità diagnostica e terapeutiche della Radiologia Interventistica. 
Il 2013 rappresenta, pertanto, l'anno del primo centenario della prestigiosa società scientifica, che ha sede amministrativa e legale in Via della Signora 2 - 20122 Milano. La Società è dotata di due centri didattico formativi istituzionali: a Roma, Via del Cardello 24, e a Milano, Via della Signora 2. L’Associazione non ha fini di lucro.
L’Associazione e i suoi legali rappresentanti sono autonomi e indipendenti anche con riferimento al non esercizio di attività imprenditoriali o partecipazione ad esse, ad eccezione delle attività svolte nell'ambito del Programma nazionale di formazione continua in medicina (ECM).
Il giorno 19 dicembre 2013 la SIRM è diventata uno dei primi provider ECM con accreditamento Ministero della Salute standard n. 16 e l'attività come provider consiste in Corsi in presenza presso le sedi istituzionali e nelle varie Regioni italiane, Corsi in modalità webinar, Corsi di formazione a distanza (FAD), con oltre 100.000 crediti formativi ECM offerti ed erogati ogni anno. 

## Scopi
L’Associazione ha i seguenti scopi:
•     contribuire al progresso delle scienze radiologiche diagnostiche, interventistiche e, più in generale, terapeutiche;
•     contribuire, più in particolare, allo sviluppo, all'interpretazione e all'utilizzo anche con finalità terapeutiche, di tutte le tecniche di formazione delle bioimmagini, comunque rappresentate e ottenute con ogni tipo di energia;
•     contribuire alla loro gestione in riferimento alle basi fisiche, biologiche, protezionistiche, mediche e informatiche;
•     promuovere la ricerca scientifica negli ambiti di cui ai precedenti punti;
•     favorire l'aggiornamento culturale e scientifico dei Soci promuovendo iniziative didattiche e congressuali, anche tramite la progettazione e l’erogazione di eventi formativi nell'ambito dell’Educazione Continua in Medicina (ECM)
•     promuovere iniziative tese a garantire la professionalità dei Soci ed a partecipare, per quanto di competenza, alla programmazione sanitaria;
•     promuovere collaborazioni in ambito sanitario con Ministero della Salute, Regioni, Aziende Sanitarie, organismi e istituzioni pubbliche e/o private;
•     promuovere trials di studio con attinenza alle scienze radiologiche;
-   collaborare alla redazione di linee guida anche con altre società scientifiche ed Enti pubblici e privati.
Essa ha altresì lo scopo di gestire iniziative ed attività esclusivamente per il finanziamento delle attività svolte nell'ambito del programma nazionale di formazione continua in medicina (ECM), quali:
•     l’organizzazione del Congresso Nazionale, il suo funzionale svolgimento e l’attuazione dell’intera iniziativa;
•     l’organizzazione di manifestazioni a carattere scientifico istituzionali;
•     iniziative editoriali (scritte, audiovisivi, web e multimediali) con l’esclusione di giornali quotidiani;
•     corsi e scuole di preparazione e perfezionamento della professionalità, anche avvalendosi di consulenti esterni;
•     attività nel settore delle tecnologie della informatizzazione;
•     assistenza all'attività di enti che agiscono nel campo degli studi radiologici, mediante il sostegno ed il rilievo dell’attività da essi svolta, dei programmi scientifici che tali enti si propongono di perseguire anche con eventuali finanziamenti all’uopo deliberati dal Consiglio Direttivo dell’Associazione;
•     finanziamento di convegni e riunioni nonché seminari di studio negli ambiti di cui ai precedenti punti;
•     adeguato sostegno organizzativo e pubblicitario a tutte le iniziative sopra specificate;
sovvenzionamento di borse di studio e di ricerca scientifica nelle materie anzidette;
partecipazione alla programmazione sanitaria.

## Presidenti
I Presidenti SIRM sono stati: Aristide Busi (1913-1918), Vittorio Maragliano (1919-1922), Mario Bertolotti (1922-1925), Pasquale Tandoja (1925-1928), Ruggiero Balli (1928-1932), Luigi Siciliano (1932-1936), Gian Giuseppe Palmieri (1936-1946), Eugenio Milani (1946-1950), Felice Perussia (1950-1954), Luigi Turano (1954-1958), Arduino Ratti (1958-1960), Alessandro Vallebona (1960-1963), Gastone Meldolesi (1963-1965), Enrico Benassi (1965-1968), Giuseppe Muscettola (1968-1970), Luigi Oliva (1970-1976), Lucio Di Guglielmo (1976-1980), Gian Franco Pistolesi (1980-1984), Antonio Toti (1984-1988), Carissimo Biagini (1988-1992), Ludovico Dalla Palma (1992-1996), Adelfio Elio Cardinale (1996-2000), Carlo Del Favero (2000-2002), Lorenzo Bonomo (2002-2004), Francesco Dalla Palma (2004-2006), Roberto Lagalla (2006-2008), Alfredo Siani (2008-2010), Antonio Rotondo (2010-2012), Carlo Faletti (2012-2014), Carlo Masciocchi (2015-2016), Carmelo Privitera (2017-2018), Roberto Grassi (2019-2020), Vittorio Miele (2021-2022).

## Congresso Nazionale
Il Congresso Nazionale rappresenta l'appuntamento cardine della programmazione tecnico - formativa della SIRM; esso ha attualmente cadenza biennale ed il primo si svolse a Milano dal 12 al 14 ottobre 1913. Da allora si sono susseguiti: Genova 20-22 ottobre 1919, Roma 28-30 ottobre 1920, Bologna 9-11 maggio 1922, Palermo 18-21 ottobre 1923, Trieste 7-10 maggio 1925, Napoli 14-16 ottobre 1926, Firenze 14-16 maggio 1928, Torino 20-22 maggio 1930, Parma 22-24 maggio 1932, Perugia 20-22 settembre 1934, Venezia 24-27 settembre 1936, Bari 29 settembre-1 ottobre 1938, Montecatini 21-23 settembre 1946, Cortina d'Ampezzo 5-8 settembre 1948, Taormina 15-18 maggio 1950, Verbania-Pallanza 24-28 settembre 1952, Roma 5-10 aprile 1954, Genova 9-12 aprile 1956, Cagliari 3-6 maggio 1958, Bologna 14-18 settembre 1960, Catania 13-16 maggio 1963, Padova 5-8 maggio 1968, Palermo 16-29 aprile 1970, Montecatini 1-4 giugno 1972, Venezia 15-19 ottobre 1974, Bari 25-28 settembre 1976, Rimini 31 maggio-3 giugno 1978, Napoli 24-27 settembre 1980, Milano 7-12 giugno 1982, Firenze 4-8 novembre 1984, Milano 15-20 giugno 1986, Roma 16-20 ottobre 1988, Torino 30 maggio-3 giugno 1990, Genova 8-12 novembre 1992, Milano 21-25 maggio 1994, Roma 2-3 giugno 1995 (centenario della scoperta dei raggi X), Milano 18-22 maggio 1996, Milano 23-27 maggio 1998, Milano 10-14 giugno 2000, Rimini 24-28 maggio 2002, Palermo 7-11 maggio 2004, Milano 23-27 giugno 2006, Roma 23-27 maggio 2008, Verona 11-15 giugno 2010, Torino 1-5 giugno 2012, Firenze 22-25 maggio 2014, Napoli 15-18 settembre 2016, Genova 8-11 novembre 2018, Rimini 1-2 ottobre 2020, Roma 6-9 ottobre 2022.